# Мюленфліс
Мюленфліс (нім. Mühlenfließ) — громада в Німеччині, розташована в землі Бранденбург. Входить до складу району Потсдам-Міттельмарк. Складова частина об'єднання громад Німегк.
Площа — 58,22 км2. Населення становить 897 ос. (станом на 31 грудня 2020).